# ماسافومی اورا
ماسافومی اورا (انگلیسی: Masafumi Ōura; ۲۸ سپتامبر ۱۹۶۹ – ۲۰ دسامبر ۲۰۱۳) بازیکن والیبال اهل ژاپن بود.
از باشگاه‌هایی که در آن بازی کرده‌است می‌توان به سانتوری سان‌بردز اشاره کرد.